# 金光幸介
金光 幸介（かなみつ こうすけ、享保15年（1730年） - 文化5年5月8日（1808年6月1日））は、岡山藩士。金光藤之丞の子、市左衛門は兄。長男に金光増左衛門、次男に金光清左衛門。通称は、熊次郎のち清右衛門、晩年は幸介（ただし、諱である可能性あり）。四十五俵四人扶持（四公六民の年貢の基準で言えば、110石程度の価値に相当）。
寛延3年（1750年）、江戸詰めとなり、5月17日に江戸御番御使者などの役目を勤める。翌寛延4年（1751年）小姓組仰付になる。宝暦4年（1754年）2月、兄の市左衛門が病のため養子となる。兄の死去により跡目相続。宝暦5年（1755年）12月13日に清右衛門に名を改める。その後は、御城御番役の役職が主であった。安永4年（1775年）以降に幸介と名を改める。
文化5年（1808年）5月8日、病のため死去。跡目は次男・清左衛門が相続した。